# Gislaveds symfoniorkester
Gislaveds Symfoniorkester är en halvprofessionell symfoniorkester baserad i Gislaved. 
Orkestern har sin grund i den 1934 bildade Gislaveds Orkesterförening.  Den då 20 man starka orkestern bestod av medlemmar ur en blåsorkester, ett par dansorkestrar samt en handfull stråkmusiker. Sin första konsert framförde man i april 1935 med bl a Mendelsohns Högtidsmarsch och Haydns Militärsymfoni på programmet. Från 1952 leddes orkestern under fyra decennier av Bengt Eurén. Stommen i orkestern utgörs av musiklärare vid Gislaveds musikskola, vilka kompletteras med amatörer eller musikskoleelever. Ett 60-tal musiker är knutna till orkestern.
Orkestern har idag[när?] ingen fast dirigent utan utnyttjar gästdirigenter till säsongens alla produktioner. Dirigenterna kan komma från de egna leden av musiklärare eller är professionella dirigenter som kommer till Gislaved ett antal tisdagar innan konserten för att repetera med orkestern. Det är ett viktigt led i orkesterns utveckling att få jobba med nya dirigenter och få nya infallsvinklar till musiken. Dirigenter som symfoniorkestern arbetat med är bl a Tobias Ringborg, Mats Rondin, Per-Otto Johansson, Glenn Mossop och Ulf Wadenbrandt.
År 2011 bytte orkestern namn till sitt nuvarande - Gislaveds Symfoniorkester. 
Genom åren har artister som The Real Group, Janos Solyom, Elisabeth Söderström, Loa Falkman, Orsa spelmän, Göran Söllscher, Thorleif Tjedéen, Malin Broman, Peter Johansson och Andreas Brantelid  gjort gästframträdanden med orkestern.